# Loi d'adoption du statut de Westminster de 1947
Lire en ligne

Texte officiel

La Loi d'adoption du statut de Westminster de 1947 (en anglais : Statute of Westminster Adoption Act 1947) est une loi du Parlement de Nouvelle-Zélande qui permit l'adoption du Statut de Westminster de 1931, une loi du Parlement impérial britannique accordant la souveraineté législative et externes aux nations de l'Empire britannique ayant le statut de dominion. Elle a été abrogée par la Loi constitutionnelle de 1986, qui est entrée en vigueur le 1er janvier 1987.